# ハッピースプリント
ハッピースプリントは、日本の競走馬である。主な勝ち鞍は2013年の全日本2歳優駿、北海道2歳優駿、2014年の羽田盃、東京ダービー、2015年の浦和記念。
馬名の意味由来は「幸せ+全力疾走」。

## 経歴

### 2歳（2013年）
5月15日、門別競馬場で行われたフレッシュチャレンジ（JRA認定競走の新馬戦）でデビュー。4コーナーで先頭に立ち、2馬身半抜け出して勝利した。続いて上級認定競走となるウィナーズチャレンジ2に出走。スタートから先頭でレースを進め、4コーナーで後続を突き放して2着馬に4馬身差の圧勝。
ウィナーズチャレンジ2の勝利によって、中央競馬の函館2歳ステークスに出走可能となり、芝の競走で重賞初出走を果たした。レースは出脚が鈍く後方からとなったが、直線で外に持ち出して上がり最速タイム（タイ）で追い上げたが5着。その後、函館競馬場で行われたコスモス賞にも参戦し、こちらも5着だった。
中央帰りの初戦は重賞のサンライズカップ。序盤は最後方に待機したが、3コーナーから4コーナーにかけて逃げるエイシンホクトセイに並びかけて、直線で2馬身半差突き放して勝利、重賞初制覇となった。次にダートグレード競走の北海道2歳優駿に出走。ダートでは中央馬との初対戦となったが、中央馬を抑えて1.5倍の1番人気に推された。道中は中団でレースを進めたが、4コーナーで逃げるアースコネクターに並びかけて、直線で同馬を振り切って2馬身差の勝利、ダートグレードタイトルを獲得した。
12月18日、川崎競馬場で行われた2歳ダート王決定戦・全日本2歳優駿に出走。このレースでも2.5倍の1番人気に推された。道中は3番手につけたが、4コーナーで逃げるスザクに並びかけて同馬との一騎討ちになったが、これを制して1馬身半差をつけてJpnI制覇を果たした。調教師の田中淳司は「北海道の2歳は強いと言われながらもなかなかJpnIを勝てなかったので、これ以上にないくらい感激しています」と語った。
2歳馬ながら、この年のNARグランプリ年度代表馬に選出された（2歳最優秀牡馬も受賞）。

### 3歳（2014年）
南関東牡馬クラシックに参戦するため、大井競馬の森下淳平厩舎に移籍。移籍初戦は羽田盃の前哨戦・京浜盃。このレースから金沢所属の吉原寛人が騎乗した。JpnI馬、年度代表馬になった本馬は単勝オッズ1.1倍の圧倒的な1番人気に推された。先団の後ろでレースを進め、直線で前を捕らえて抜け出すと、後方から追い込んできたドラゴンエアルに1馬身3/4差をつけて勝利し、移籍緒戦も勝利で飾った。
4月23日、南関東牡馬クラシックの一冠目・羽田盃に出走。このレースも単勝オッズ1.1倍の1番人気に推された。道中は3番手につけるが、3コーナーから4コーナーで先頭に並びかけて、直線で難なく抜け出し、2着のドバイエキスプレスに5馬身差の差をつけての圧勝となった。
6月4日、二冠目となる東京ダービーも単勝オッズ1.1倍（支持率70%）の1番人気に推されてのレースとなった。このレースも好位からのレースとなったが、3コーナーから4コーナーで前に取りつき、直線で抜け出すと、2着のスマイルピースに4馬身差つけての圧勝、二冠を達成した。2011年のクラーベセクレタ以来の二冠馬誕生となり、南関東牡馬クラシック三冠に王手をかけた。ゴール後にはウイニングランを行い、史上初となる他地区所属騎手の東京ダービー制覇を果たした吉原は、涙しながらインタビューに答え、「夢のダービージョッキーになることができました」と語った。
本馬は東京ダービー出走後にホッカイドウ競馬へ再転入する予定だったが、そのまま大井競馬に所属し、三冠目のジャパンダートダービーで2001年のトーシンブリザード以来、13年ぶりの南関東牡馬クラシック三冠を目指すことになった。また南関東においては、ダートグレード競走では他地区所属騎手は自分の所属競馬場以外の所属馬に騎乗できない規定になっていたが、羽田盃、東京ダービーを制した二冠馬に両競走で騎乗していた騎手のみ、ダートグレード競走のジャパンダートダービーでその二冠馬に限って騎乗が可能になり、これによって吉原が騎乗可能になった。
7月9日、三冠目のジャパンダートダービー。当日は九州に接近していた台風の影響もあり、馬場状態は稍重発表ながら発走時には本降りの大雨の中でレースが行われた。JRA勢6頭も参戦したが、三冠達成の期待を集める単勝オッズ1.4倍の1番人気に推された。レースでは道中3番手につけてレースを進め、3コーナーでは2番手に位置を上げた。直線でノースショアビーチを交わして先頭に立つも、大外からカゼノコが猛然と追い込んで、本馬と並んでゴール。しかし写真判定の結果、ハナ差交わされての2着、三冠達成は叶わなかった。レース後に吉原は「展開は理想的。道中は2か所で脚を使うところがあったが、それでも辛抱して4コーナーでの手応えはとてもよかった。直線もよく伸びているが、それ以上に外の馬に来られてしまった。悔しいです」とコメントした。
ジャパンダートダービー後は牧場に戻り休養し、2014年10月4日に大井競馬場に入厩。休養明けのレースに選んだ勝島王冠では、第4コーナーで手応えが悪くなり5着に終わる。今後の古馬一線級との戦いを見据えて調教を積み臨んだ東京大賞典ではホッコータルマエの4着。騎乗した吉原はレース後「来年につながるレースはできた」と述べた。
羽田盃・東京ダービー優勝とジャパンダートダービーでの僅差の2着という成績を受け、NARグランプリ2014の3歳最優秀牡馬に選出された。

### 4歳（2015年）
4歳は川崎記念から始動。直線半ばから脚を伸ばすも、3コーナーから4コーナーにかけて動けなかったのが響き4着。続いて出走した中央競馬のフェブラリーステークスでは、流れについていくことができず道中でためることもできず、11着に終わった。かしわ記念ではゴール前まで先頭争いをするも伸びが足りず3着。帝王賞は直線でしぶとく末脚を伸ばし、地方競馬所属馬としては2010年のボンネビルレコード以来となる同競走3着に入った。マイルチャンピオンシップ南部杯はスタート直後のつまづきも響いて6着。
GI（JpnI）に挑み続けてきた同馬は、12月6日の中央競馬GI・チャンピオンズカップに登録するも除外対象となり、代わって12月2日の浦和記念（JpnII）へ出走。第3コーナーで抜け出したサミットストーンの直後を追走すると、直線で先頭に立って勝利、3歳時の東京ダービー以来となる勝利を記録した。東京大賞典では強気に行くもペースについていけず、地方所属馬で最先着こそするものの6着に敗れた。騎乗した宮崎光行は「まだこの速い流れについていくには力が足りない」「ためて行けば掲示板はあったかもしれないが、この競馬が次に生きると思う」と述べた。
浦和記念の勝利とJpnI競走での健闘が評価され、NARグランプリ2015の年度代表馬・4歳以上最優秀牡馬に選出された。

### 5歳（2016年）
前年の浦和記念で久しぶりの勝利を挙げたものの、この年は中央遠征はもとより、川崎記念にも出走することなく、5月のかしわ記念が初戦となった。しかし中央所属馬の前に7着に敗れ、この年の夏は全休する。9月の日本テレビ杯でも掲示板を確保することが出来ず、次走に環境を変えるべく大井のマイルグランプリを選択した。しかしこの際に騎乗予定だった宮崎が負傷のため、同じ森下厩舎に所属していたプレティオラスで東京ダービーを制していた本橋孝太を鞍上に迎えるも、初コースとなった大井の内回りコースと、過去最大となる59kgの負担重量が響いて7着に敗れた。その後は再びダートグレード競走へ戻り、昨年と同様の浦和記念から東京大賞典へ向かうローテーションが組まれるも、3着・8着と勝利はならず、この年を未勝利で終える。

### 6歳（2017年）
2年ぶりの川崎記念に参戦したのち、2年ぶりの中央参戦となるマーチステークス（3月26日）に出走した。鞍上に蛯名正義を迎えるも、コーナーでの遅れや中央の速いペースへの対応ができなかったこともあり14着と大敗。しかし本年はその後の出走はなく休養した（のちに蹄の不安から競走を離れていたことが明かされている）。

### 7歳（2018年）
2018年に入り、ホッカイドウ競馬で当初所属していた田中淳司厩舎にて復帰することとなり、当面の目標として11月8日の道営記念を目指すこととした。7月30日に能力検査を受けた。復帰初戦となったロードカナロア・プレミアム（特別競走、A1 - A2-1級）では、楽な手応えで2着に3馬身差をつけて勝利した。
道営記念ではファン投票で3位となり出走権を獲得。レースでは第4コーナーから外から仕掛けていくも4着であった。その後、年末の名古屋グランプリに出走するがチュウワウィザードの7着に終わる。

### 8歳（2019年） - 9歳（2020年）
2019年初戦の隅田川オープンでは中団追走から鋭く脚を伸ばすと最後はトーセンブルに1馬身3/4差つけて快勝、健在ぶりを示した。しかし、その後は勝利を挙げることなく、最後のレースとなった同年9月のマイルグランプリトライアル（3着）から1年強後の2020年10月13日付で競走馬登録を抹消、10月19日に特別区競馬組合より現役引退が発表された。引退後はイーストスタッドで種牡馬となる。

## 競走成績
以下の内容は、JBISサーチおよびnetkeiba.comに基づく。
| 競走日     | 競馬場 | 競走名                | 格     | 距離（馬場）  | 頭 数 | 枠 番 | 馬 番 | オッズ （人気） | 着順 | タイム （上がり3F） | 着差 | 騎手        | 斤量 [kg] | 1着馬（2着馬）         | 馬体重 [kg] |
| ---------- | ------ | --------------------- | ------ | ------------- | ----- | ----- | ----- | --------------- | ---- | ------------------- | ---- | ----------- | --------- | ---------------------- | ----------- |
| 2013.05.15 | 門別   | フレッシュチャレンジ  |        | ダ1200m（稍） | 10    | 6     | 6     | 009.70（3人）   | 01着 | R1:14.2（38.4）     | -0.5 | 0岩橋勇二   | 54        | （コスモスパークル）   | 506         |
| 0000.06.26 | 門別   | ウィナーズチャレンジ2 | OP     | ダ1700m（良） | 5     | 1     | 1     | 001.70（1人）   | 01着 | R1:50.9（38.7）     | -0.9 | 0宮崎光行   | 54        | （モリデンボス）       | 514         |
| 0000.07.21 | 函館   | 函館2歳S              | GIII   | 芝1200m（良） | 16    | 6     | 11    | 013.20（5人）   | 05着 | R1:10.4（35.8）     | -0.8 | 0宮崎光行   | 54        | クリスマス             | 508         |
| 0000.08.10 | 函館   | コスモス賞            | OP     | 芝1800m（稍） | 14    | 1     | 1     | 004.90（3人）   | 05着 | R1:52.4（36.4）     | -0.7 | 0宮崎光行   | 54        | マイネルフロスト       | 508         |
| 0000.10.15 | 門別   | サンライズC           | H3     | ダ1700m（良） | 10    | 2     | 2     | 001.30（1人）   | 01着 | R1:49.0（36.8）     | -0.5 | 0宮崎光行   | 55        | （エイシンホクトセイ） | 520         |
| 0000.11.07 | 門別   | 北海道2歳優駿         | JpnIII | ダ1800m（重） | 12    | 5     | 5     | 001.50（1人）   | 01着 | R1:52.5（38.4）     | -0.4 | 0宮崎光行   | 55        | （アースコネクター）   | 518         |
| 0000.12.18 | 川崎   | 全日本2歳優駿         | JpnI   | ダ1600m（稍） | 13    | 6     | 9     | 002.50（1人）   | 01着 | R1:40.4（38.9）     | -0.3 | 0宮崎光行   | 55        | （スザク）             | 523         |
| 2014.03.12 | 大井   | 京浜盃                | SII    | ダ1700m（良） | 14    | 8     | 14    | 001.10（1人）   | 01着 | R1:47.6（37.2）     | -0.3 | 0吉原寛人   | 56        | （ドラゴンエアル）     | 522         |
| 0000.04.23 | 大井   | 羽田盃                | SI     | ダ1800m（稍） | 14    | 7     | 12    | 001.10（1人）   | 01着 | R1:52.6（37.4）     | -1.0 | 0吉原寛人   | 56        | （ドバイエキスプレス） | 523         |
| 0000.06.04 | 大井   | 東京ダービー          | SI     | ダ2000m（良） | 15    | 8     | 15    | 001.10（1人）   | 01着 | R2:05.9（37.0）     | -0.8 | 0吉原寛人   | 56        | （スマイルピース）     | 520         |
| 0000.07.09 | 大井   | ジャパンDダービー     | JpnI   | ダ2000m（稍） | 13    | 6     | 9     | 001.40（1人）   | 02着 | R2:03.9（37.2）     | -0.0 | 0吉原寛人   | 56        | カゼノコ               | 524         |
| 0000.11.26 | 大井   | 勝島王冠              | SIII   | ダ1800m（不） | 15    | 1     | 1     | 001.30（1人）   | 05着 | R1:53.7（40.0）     | -0.7 | 0吉原寛人   | 56        | ハブアストロール       | 530         |
| 0000.12.29 | 大井   | 東京大賞典            | GI     | ダ2000m（重） | 16    | 6     | 12    | 043.00（6人）   | 04着 | R2:04.4（37.7）     | -1.4 | 0吉原寛人   | 55        | ホッコータルマエ       | 528         |
| 2015.01.28 | 川崎   | 川崎記念              | JpnI   | ダ2100m（重） | 12    | 1     | 1     | 013.50（2人）   | 04着 | R2:18.2（40.6）     | -1.3 | 0吉原寛人   | 56        | ホッコータルマエ       | 526         |
| 0000.02.22 | 東京   | フェブラリーS         | GI     | ダ1600m（良） | 16    | 3     | 6     | 027.90（8人）   | 11着 | R1:36.9（36.2）     | -0.6 | 0吉原寛人   | 57        | コパノリッキー         | 526         |
| 0000.05.05 | 船橋   | かしわ記念            | JpnI   | ダ1600m（良） | 10    | 6     | 6     | 019.80（5人）   | 03着 | R1:37.9（37.7）     | -0.5 | 0宮崎光行   | 57        | ワンダーアキュート     | 525         |
| 0000.06.24 | 大井   | 帝王賞                | JpnI   | ダ2000m（良） | 12    | 7     | 9     | 019.20（5人）   | 03着 | R2:03.4（38.8）     | -0.7 | 0宮崎光行   | 57        | ホッコータルマエ       | 524         |
| 0000.10.12 | 盛岡   | MCS南部杯             | JpnI   | ダ1600m（稍） | 15    | 7     | 13    | 006.60（3人）   | 06着 | R1:38.0（39.2）     | -1.2 | 0宮崎光行   | 57        | ベストウォーリア       | 526         |
| 0000.11.03 | 大井   | JBCクラシック         | JpnI   | ダ2000m（不） | 16    | 7     | 13    | 025.80（5人）   | 05着 | R2:05.2（37.3）     | -0.8 | 0M.デムーロ | 57        | コパノリッキー         | 531         |
| 0000.12.02 | 浦和   | 浦和記念              | JpnII  | ダ2000m（良） | 11    | 5     | 5     | 002.80（2人）   | 01着 | R2:05.9（37.3）     | -0.4 | 0宮崎光行   | 56        | （サミットストーン）   | 529         |
| 0000.12.29 | 大井   | 東京大賞典            | GI     | ダ2000m（良） | 14    | 4     | 6     | 015.80（4人）   | 06着 | R2:04.9（39.5）     | -1.9 | 0宮崎光行   | 57        | サウンドトゥルー       | 532         |
| 2016.05.05 | 船橋   | かしわ記念            | JpnI   | ダ1600m（稍） | 12    | 2     | 2     | 128.30（7人）   | 07着 | R1:41.2（39.0）     | -2.0 | 0宮崎光行   | 57        | コパノリッキー         | 529         |
| 0000.09.28 | 船橋   | 日本テレビ盃          | JpnII  | ダ1800m（重） | 13    | 2     | 2     | 045.50（4人）   | 06着 | R1:55.1（39.6）     | -3.1 | 0宮崎光行   | 57        | アウォーディー         | 526         |
| 0000.10.26 | 大井   | マイルグランプリ      | SII    | ダ1600m（良） | 16    | 4     | 7     | 004.60（3人）   | 07着 | R1:41.4（40.4）     | -1.1 | 0本橋孝太   | 59        | セイスコーピオン       | 535         |
| 0000.11.22 | 浦和   | 浦和記念              | JpnII  | ダ2000m（重） | 11    | 4     | 4     | 020.90（5人）   | 03着 | R2:08.4（39.6）     | -1.4 | 0吉原寛人   | 57        | ケイティブレイブ       | 537         |
| 0000.12.29 | 大井   | 東京大賞典            | GI     | ダ2000m（重） | 14    | 4     | 6     | 189.20（8人）   | 08着 | R2:08.1（38.0）     | -2.3 | 0吉原寛人   | 57        | アポロケンタッキー     | 537         |
| 2017.02.01 | 川崎   | 川崎記念              | JpnI   | ダ2100m（良） | 12    | 7     | 10    | 145.50（8人）   | 06着 | R2:15.9（38.9）     | -1.3 | 0吉原寛人   | 57        | オールブラッシュ       | 537         |
| 0000.03.26 | 中山   | マーチS               | GIII   | ダ1800m（稍） | 16    | 1     | 1     | 060.4（14人）   | 14着 | R1:53.2（38.9）     | -1.2 | 0蛯名正義   | 56        | インカンテーション     | 540         |
| 2018.08.29 | 門別   | ロードカナロアP       | OP     | ダ1800m（良） | 8     | 2     | 2     | 001.40（1人）   | 01着 | R1:55.5（38.9）     | -0.6 | 0宮崎光行   | 57        | （スティールキング）   | 528         |
| 0000.10.17 | 門別   | 瑞穂賞                | H2     | ダ1800m（稍） | 5     | 3     | 3     | 001.70（1人）   | 04着 | R1:55.6（40.2）     | -2.3 | 0宮崎光行   | 58        | スーパーステション     | 534         |
| 0000.11.15 | 門別   | 道営記念              | H1     | ダ2000m（稍） | 11    | 6     | 6     | 008.70（3人）   | 04着 | R2:06.9（40.4）     | -1.6 | 0宮崎光行   | 56        | スーパーステション     | 532         |
| 0000.12.24 | 名古屋 | 名古屋グランプリ      | JpnII  | ダ2500m（稍） | 9     | 2     | 2     | 217.60（8人）   | 07着 | R2:44.5（41.0）     | -3.8 | 0宮崎光行   | 57        | チュウワウィザード     | 536         |
| 2019.03.19 | 大井   | 隅田川OP              | OP     | ダ1600m（良） | 12    | 6     | 8     | 011.10（6人）   | 01着 | R1:40.6（38.1）     | -0.3 | 0御神本訓史 | 57        | （トーセンブル）       | 523         |
| 0000.04.09 | 大井   | ブリリアントC         | SIII   | ダ1800m（良） | 16    | 6     | 11    | 023.10（8人）   | 07着 | R1:55.0（38.1）     | -1.1 | 0吉原寛人   | 57        | キャプテンキング       | 521         |
| 0000.07.31 | 大井   | サンタアニタT         | SIII   | ダ1600m（稍） | 15    | 1     | 2     |                 | 取消 |                     |      | 0御神本訓史 | 55        | ノンコノユメ           | 計不        |
| 0000.08.22 | 川崎   | スパーキングサマーC   | SIII   | ダ1600m（良） | 14    | 8     | 14    | 037.50（8人）   | 10着 | R1:42.6（38.4）     | -2.0 | 0吉原寛人   | 58        | トキノパイレーツ       | 527         |
| 0000.09.19 | 大井   | マイルグランプリTR    | OP     | ダ1600m（重） | 15    | 5     | 9     | 006.40（4人）   | 03着 | R1:42.0（39.8）     | -0.8 | 0御神本訓史 | 57        | ワークアンドラブ       | 530         |

## 血統表
| ハッピースプリントの血統（*印は海外産の日本輸入馬） | ハッピースプリントの血統（*印は海外産の日本輸入馬） | ハッピースプリントの血統（*印は海外産の日本輸入馬） | （血統表の出典）                   | （血統表の出典） |
| 父系                                                | サンデーサイレンス系（ヘイロー系）                  | サンデーサイレンス系（ヘイロー系）                  | サンデーサイレンス系（ヘイロー系） | [ § 2 ]          |
| 父 アッミラーレ 1997 黒鹿毛 北海道浦河町            | 父の父*サンデーサイレンス 1986 青鹿毛               | Halo                                                | Hail to Reason                     | Hail to Reason   |
| 父 アッミラーレ 1997 黒鹿毛 北海道浦河町            | 父の父*サンデーサイレンス 1986 青鹿毛               | Halo                                                | Cosmah                             |                  |
| 父 アッミラーレ 1997 黒鹿毛 北海道浦河町            | 父の父*サンデーサイレンス 1986 青鹿毛               | Wishing Well                                        | Understanding                      | Understanding    |
| 父 アッミラーレ 1997 黒鹿毛 北海道浦河町            | 父の父*サンデーサイレンス 1986 青鹿毛               | Wishing Well                                        | Mountain Flower                    |                  |
| 父 アッミラーレ 1997 黒鹿毛 北海道浦河町            | 父の母*ダジルミージョリエ 1988 鹿毛                 | Carr de Naskra                                      | Star de Naskra                     | Star de Naskra   |
| 父 アッミラーレ 1997 黒鹿毛 北海道浦河町            | 父の母*ダジルミージョリエ 1988 鹿毛                 | Carr de Naskra                                      | Cornish Runner                     |                  |
| 父 アッミラーレ 1997 黒鹿毛 北海道浦河町            | 父の母*ダジルミージョリエ 1988 鹿毛                 | Mawgrit                                             | Hoist the Flag                     | Hoist the Flag   |
| 父 アッミラーレ 1997 黒鹿毛 北海道浦河町            | 父の母*ダジルミージョリエ 1988 鹿毛                 | Mawgrit                                             | Spring Sunshine                    |                  |
| 母 *マーゴーン 1995 青鹿毛 アメリカ合衆国           | 母の父Dayjur 1987 黒鹿毛                            | Danzig                                              | Northern Dancer                    | Northern Dancer  |
| 母 *マーゴーン 1995 青鹿毛 アメリカ合衆国           | 母の父Dayjur 1987 黒鹿毛                            | Danzig                                              | Pas de Nom                         |                  |
| 母 *マーゴーン 1995 青鹿毛 アメリカ合衆国           | 母の父Dayjur 1987 黒鹿毛                            | Gold Beauty                                         | Mr. Prospector                     | Mr. Prospector   |
| 母 *マーゴーン 1995 青鹿毛 アメリカ合衆国           | 母の父Dayjur 1987 黒鹿毛                            | Gold Beauty                                         | Stick to Beauty                    |                  |
| 母 *マーゴーン 1995 青鹿毛 アメリカ合衆国           | 母の母Whispered Secret 1990 黒鹿毛                  | Secretariat                                         | Bold Ruler                         | Bold Ruler       |
| 母 *マーゴーン 1995 青鹿毛 アメリカ合衆国           | 母の母Whispered Secret 1990 黒鹿毛                  | Secretariat                                         | Somethingroyal                     |                  |
| 母 *マーゴーン 1995 青鹿毛 アメリカ合衆国           | 母の母Whispered Secret 1990 黒鹿毛                  | Classy 'n Smart                                     | Smarten                            | Smarten          |
| 母 *マーゴーン 1995 青鹿毛 アメリカ合衆国           | 母の母Whispered Secret 1990 黒鹿毛                  | Classy 'n Smart                                     | No Class                           |                  |
| 母系(F-No.)                                         | マーゴーン(USA)系(FN:23-b)                          | マーゴーン(USA)系(FN:23-b)                          | マーゴーン(USA)系(FN:23-b)         | [ § 3 ]          |
| 5代内の近親交配                                     | なし                                                | なし                                                | なし                               | [ § 4 ]          |
| 出典                                                | 1. 2. 3. 4.                                         | 1. 2. 3. 4.                                         | 1. 2. 3. 4.                        | 1. 2. 3. 4.      |

- 近親には、Smart Strike、Dance Smartly（ともに曾祖母の仔）、スキャターザゴールド（Dance Smartlyの仔）などがいる。